# Yahiro Kazama
Yahiro Kazama (n. 16 octombrie 1961) este un fost fotbalist japonez.

## Statistici
| Japonia | Japonia | Japonia |
| An      | Meciuri | Goluri  |
| ------- | ------- | ------- |
| 1980    | 4       | 0       |
| 1981    | 8       | 0       |
| 1982    | 4       | 0       |
| 1983    | 3       | 0       |
| Total   | 19      | 0       |